# Dario Andriotto
Dario Andriotto (Busto Arsizio, Llombardia, 25 d'octubre de 1972) va ser un ciclista italià professional del 1995 al 2010. Com amateur, va guanyar una medalla d'or al Campionat del Món en Contrarellotge per equips, i posteriorment es va proclamar Campionat d'Itàlia en contrarellotge.

## Palmarès
- 1990
  - 1r al Gran Premi Inda
- 1994
  -  Campió del món amateur de contrarellotge per equips (amb Gianfranco Contri, Cristian Salvato i Luca Colombo)
- 1995
  - 1r al Gran Premi Europa (amb Vitali Kokorin)
- 1997
  -  Campió d'Itàlia en contrarellotge
  - 1r al Gran Premi Nobili Rubinetterie
  - 1r al Gran Premi Europa (amb Cristian Salvato)
  - Vencedor d'una etapa a la Volta a Polònia
- 2000
  - 1r al Gran Premi Europa (amb Serhíi Matvèiev)

### Resultats al Tour de França
- 2003. 144è de la Classificació general

### Resultats a la Volta a Espanya
- 1999. Abandona
- 2002. Abandona
- 2003. 103è de la Classificació general
- 2006. 115è de la Classificació general

### Resultats al Giro d'Itàlia
- 1996. Abandona
- 1997. Abandona (17a etapa)
- 1998. Fora de control (17a etapa)
- 2001. 130è de la Classificació general
- 2002. Abandona (16a etapa)
- 2003. 83è de la Classificació general
- 2004. 54è de la Classificació general
- 2005. 97è de la Classificació general
- 2006. 146è de la Classificació general
- 2007. 111è de la Classificació general
- 2009. Abandona (19a etapa)
- 2010. 132è de la Classificació general